# Kai Michel

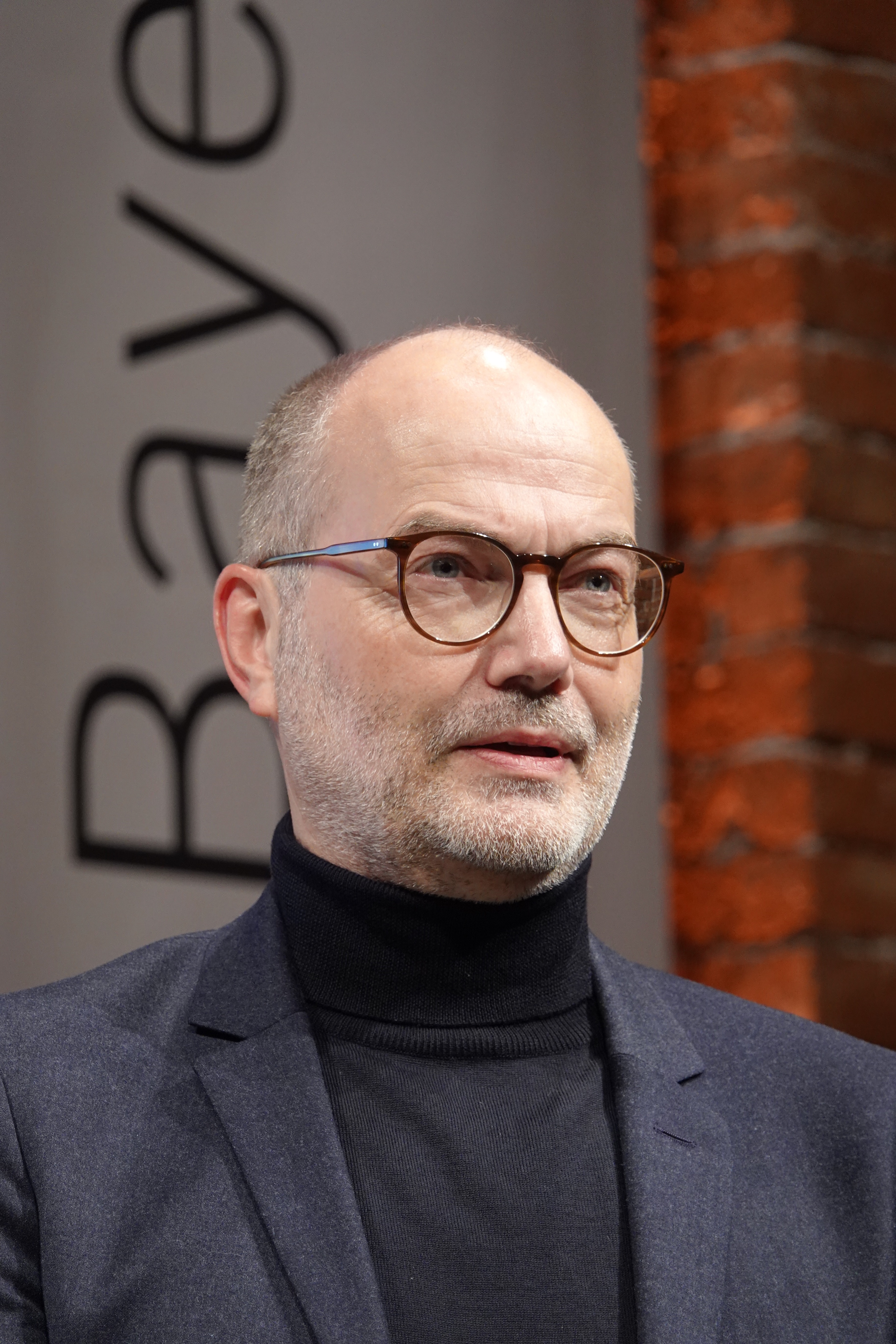
Kai Michel 2024

Kai Michel (* 9. November 1967 in Hamburg) ist ein deutscher Historiker, Literaturwissenschaftler und Buchautor.

## Biographie
Michel studierte in Berlin Geschichts- und Literaturwissenschaften. Seine Magisterarbeit über die schriftstellerischen Versuche des NS-Propagandaministers Joseph Goebbels erschien unter dem Titel "Vom Poeten zum Demagogen" als Buch im Böhlau Verlag.
Michel war Wissenschaftsredakteur bei Die Zeit, Facts und bei der Weltwoche. Außerdem schrieb er u. a. für die Frankfurter Allgemeine Zeitung, GEO, Berliner Zeitung und Brand eins. Gemeinsam mit dem Anthropologen Carel van Schaik las er die Bibel aus einer evolutionären Perspektive als Tagebuch der Menschheit. In Die Wahrheit über Eva gingen die beiden den Ursachen für die soziale Ungleichheit von Frauen und Männern auf den Grund. Bild der Wissenschaft zeichnete das Buch in der Kategorie "Überraschung" als Wissensbuch des Jahres 2021 aus.
Mit dem Archäologen Harald Meller schrieb Michel den Bestseller Die Himmelsscheibe von Nebra sowie Griff nach den Sternen. Bei den Arbeiten zu diesen Büchern half er, den frühesten konkret nachweisbaren Fürstenmord der Menschheitsgeschichte aufzudecken. 2022 veröffentlichten die beiden das Buch Das Rätsel der Schamanin, in dem sie von der Schamanin von Bad Dürrenberg erzählen, in deren Erforschung Michel involviert war.
Die Publikation Die Evolution der Gewalt. Warum wir Frieden wollen, aber Kriege führen war für den Bayerischen Buchpreis 2024 in der Kategorie Sachbuch und in der Shortlist des Österreichischen Wissenschaftsbuchpreises nominiert. 2025 wurde das Werk für den Preis der Leipziger Buchmesse in der Kategorie Sachbuch/Essayistik nominiert.
Kai Michel lebt als Autor in Zürich und im Schwarzwald.

## Veröffentlichungen
- mit Harald Meller und Carel van Schaik: Die Evolution der Gewalt. Warum wir Frieden wollen, aber Kriege führen. Eine Menschheitsgeschichte. dtv, München 2024, ISBN 978-3-423-28438-7; Rezension von Susanne Billig[12]; Rezension von Dagmar Röhrlich.[13]
- mit Carel van Schaik: Mensch sein. Von der Evolution für die Zukunft lernen. Hamburg: Rowohlt, 2023, ISBN 978-3-498-00327-2. Rezension von Susanne Billig[14]
- mit Harald Meller: Das Rätsel der Schamanin. Eine archäologische Reise zu unseren Anfängen. Hamburg: Rowohlt, 2022, ISBN 978-3-498-00301-2.
- mit Harald Meller: Griff nach den Sternen. Nebra, Stonehenge, Babylon. Reise ins Universum der Himmelsscheibe. Berlin: Propyläen, 2021, ISBN 978-3-549-10027-1.
- mit Carel van Schaik: Die Wahrheit über Eva. Die Erfindung der Ungleichheit von Frauen und Männern. Hamburg: Rowohlt, 2020, ISBN 978-3-498-00112-4. Rezension von Susanne Billig[15]
- mit Harald Meller: Die Himmelsscheibe von Nebra. Der Schlüssel zu einer untergegangenen Kultur im Herzen Europas. Berlin: Propyläen, 2018, ISBN 978-3-549-07646-0.
- mit Carel van Schaik: Das Tagebuch der Menschheit. Was die Bibel über unsere Evolution verrät. Hamburg: Rowohlt, 2016, ISBN 978-3-498-06216-3. Rezension von Kolja Mensing:[16]

## Hörbuch
- mit Harald Meller: Das Rätsel der Schamanin. CD-Hörbuch, gelesen von Helge Heynold, 12 Std., 27 Min., Lagato Verlag, ISBN 978-3-95567-916-3.

## Auszeichnungen
- 2025: Shortlist Preis der Leipziger Buchmesse in der Kategorie Sachbuch/Essayistik für Die Evolution der Gewalt. Warum wir Frieden wollen, aber Kriege führen.